# Julija Blisnez
Julija Blisnez (belarussisch Юлія Блізнец, englisch Yuliya Bliznets; * 5. November 1994 in Homel) ist eine belarussische Sprinterin, die sich auf den 400-Meter-Lauf spezialisiert hat.

## Sportliche Laufbahn
Erste internationale Erfahrungen sammelte Julija Blisnez beim Europäischen Olympischen Jugendfestival (EYOF) 2011 in Trabzon, bei dem sie mit 56,96 s in der ersten Runde im 400-Meter-Lauf ausschied und mit der belarussischen 4-mal-100-Meter-Staffel in 48,06 s den sechsten Platz belegte. 2021 nahm sie dann mit der 4-mal-400-Meter-Staffel an den Olympischen Sommerspielen in Tokio teil und verpasste dort mit 3:33,00 min den Finaleinzug.
In den Jahren 2018 und 2019 wurde Blisnez belarussische Hallenmeisterin im 400-Meter-Lauf sowie 2018 auch über 200 m.

## Persönliche Bestleistungen
- 200 Meter: 24,21 s (−0,2 m/s), 17. Juli 2020 in Brest
  - 200 Meter (Halle): 24,50 s, 22. Februar 2020 in Mahiljou
- 400 Meter: 52,44 s, 1. Juni 2021 in Brest
  - 400 Meter (Halle): 53,82 s, 21. Februar 2020 in Mahiljou